# Geel brandnetelklokje
Het geel brandnetelklokje (Calyptella campanula) is een schimmel behorend tot het geslacht Calyptella. Hij komt voor op dode en levende stengels van vooral brandnetel, maar ook op andere kruidachtige planten.

## Kenmerken

### Uiterlijke kenmerken
De vruchtlichamen zijn klokvormig of hoedvormig, 1-2 mm groot en eindigend met een steel van 0,5-1,5 mm lang. De kleur van de vruchtlichamen is zwavelgeel tot groenachtig. Het buitenoppervlak is bijna glad, bedekt met enkele hyfen, zwak opgerold naar de rand. Het binnenoppervlak is glad, geel. De kleur blijft behouden, zelfs na uitdroging.
De sporenprint is wit. 

### Microscopische kenmerken
De sporen zijn elliptisch tot ovaal, ongelijkzijdig, glad, inamyloïde, dunwandig, kleurloos, met een prominente punt en meten (6,4)8-9(10) × 4,0-5,6(6,2). De basidia zijn 4-sporig en meten 20-24 × 5-7 µm.

## Verspreiding
In Nederland komt hij vrij zeldzaam voor. Hij staat niet op de rode lijst en is niet bedreigd.